# 1811 у науці
- Сформульовано закон Авогадро
- Франсуа Араго вперше спостеріг обертання площини поляризації світла.
- Бернар Куртуа відкрив хімічний елемент йод.
- Мері Еннінг знайшла викопні рештки іхтіозавра.

## Нагороди
- Медаль Коплі отримав медик Бенджамін Броді.